# Nisthilfe

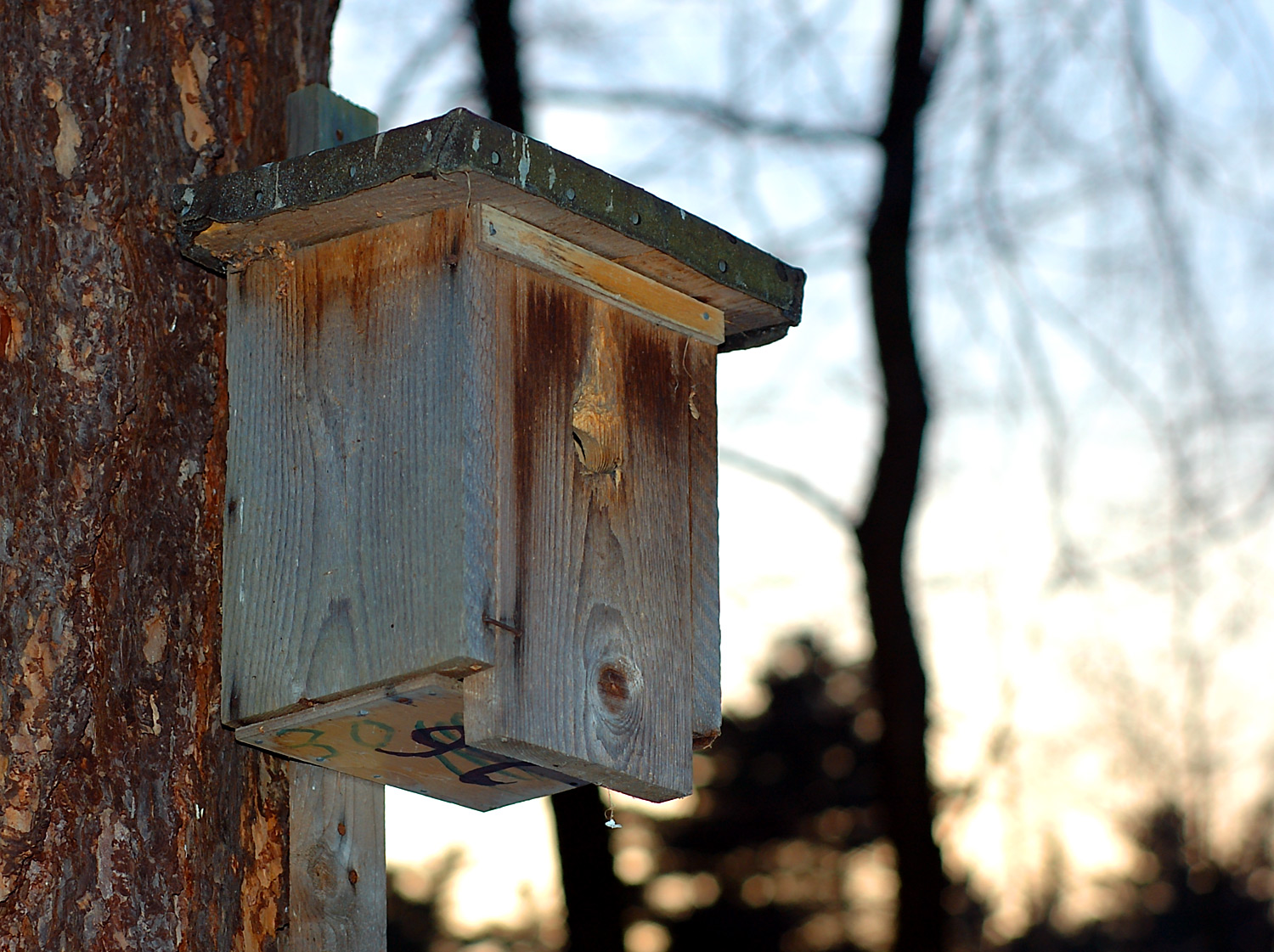
Ein Nistkasten im Wald

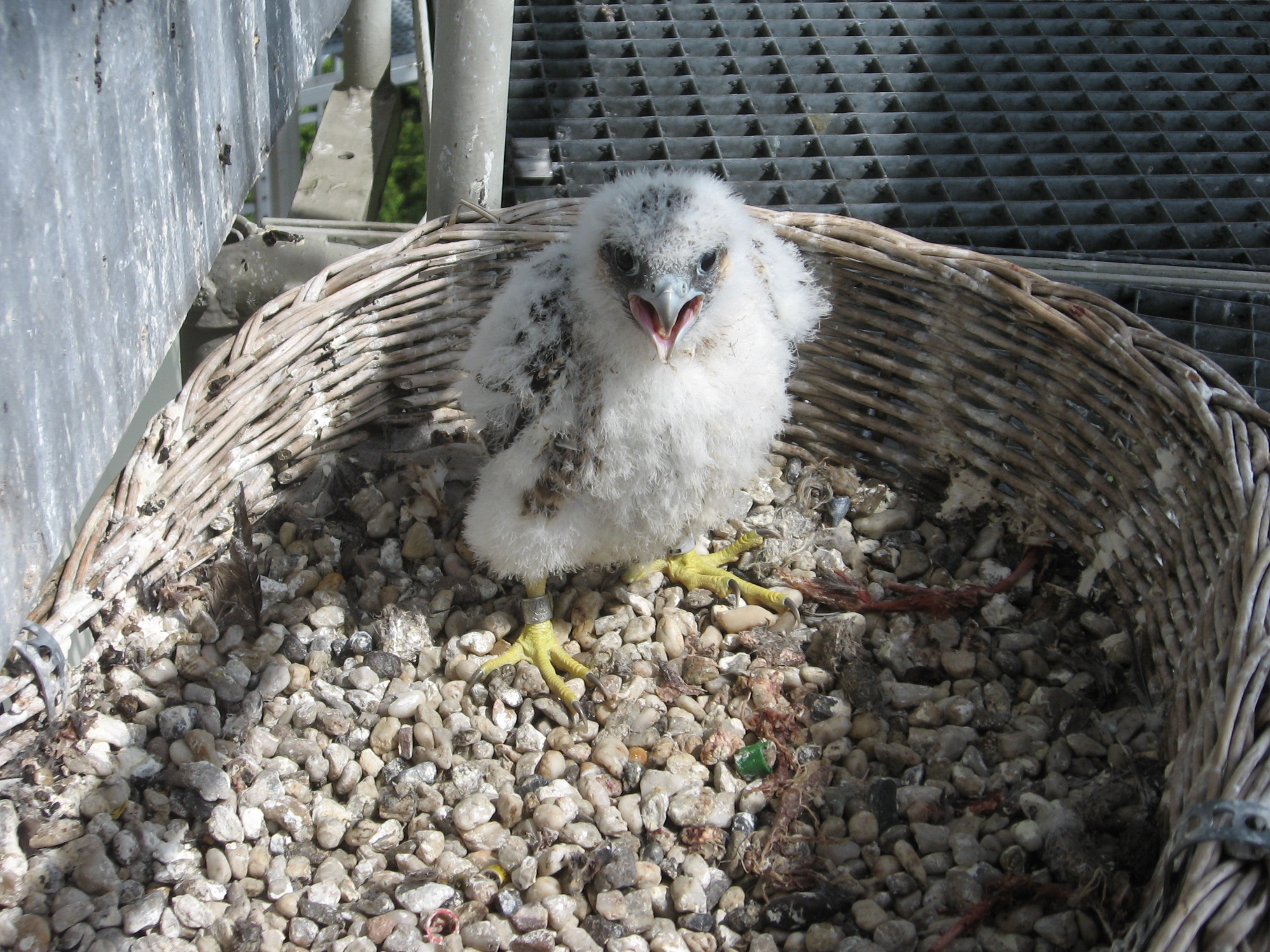
Nestjunger Wanderfalke in einem Nistkorb (normaler Hundekorb) an einem Fernmeldeturm im Sauerland

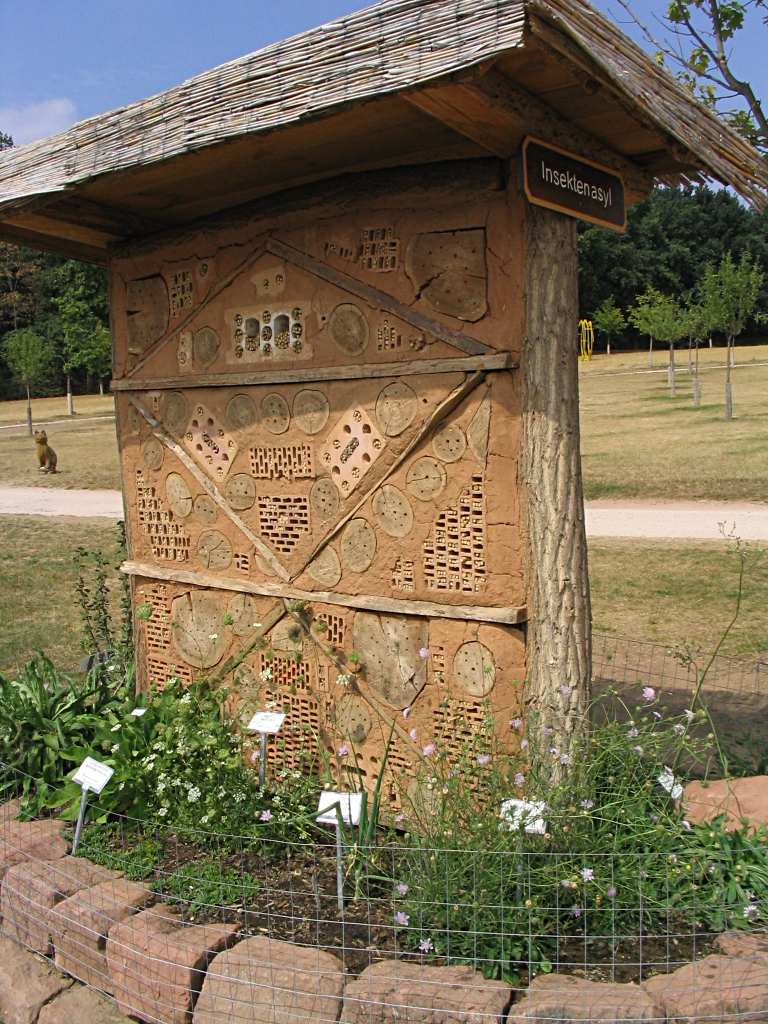
„Insektenhotel“ auf der Gartenschau Kaiserslautern

Als Nisthilfe bezeichnet man künstlich geschaffene Einrichtungen, die die Nistmöglichkeiten bestimmter wildlebender Tierarten nachahmen sollen. Ziel ist es, durch Anbringen der Nisthilfen in der Natur die Bestände der Tierarten zu stützen und zu fördern, die aufgrund spezieller Anforderungen an den Nistplatz in einer veränderten, strukturärmeren Landschaft zurückgegangen sind. Zudem ist in der Forstwirtschaft und im Obstanbau die Ansiedlung von insektenvertilgenden höhlen- und nischenbrütenden Singvögeln mit Nisthilfen eine Maßnahme, um der Überhandnahme von Schädlingsraupen entgegenzuwirken und so den ökologisch problematischen Einsatz von Insektiziden zu vermeiden.
Klassische Beispiele für Nisthilfen sind Nisthöhlen und Nistkästen als Brutmöglichkeiten eben für die Höhlenbrüter und die Nischenbrüter unter den Vögeln.

## Geschichte
Gewissermaßen als Erfinder dieser Nisthilfen gilt der thüringische Ornithologe Hans Freiherr von Berlepsch (1857–1933) – einer der Nestoren des Vogelschutzes überhaupt. Berlepsch konstruierte nach dem Vorbild der natürlichen Spechthöhlen, die im naturnahen Wald mit die wichtigsten Heimstätten für höhlenbrütende Vögel ausmachen, einen Nisthöhlentyp aus Stammstücken der Schwarzerle in mehreren, auf verschiedene Vogelarten abgestimmten Größen. Durch diese als erste maschinell in Serie gefertigten Berlepschen Nisthöhlen erhielt der Vogelschutzgedanke großen Auftrieb. Im Laufe der Jahrzehnte wurden dann mannigfache Konstruktionsvarianten von Nisthöhlen und -kästen entwickelt. Sowohl die runden Nisthöhlen aus Stammstücken als auch die populären, für jedermann einfach zu bastelnden eckigen Bretternistkästen (s. Abb.) halten aber vor allem wegen ihrer Witterungsanfälligkeit oftmals nur wenige Jahre. Für den Vogelschutz am geeignetsten sind heute daher solche Nisthilfen, die aus einer Masse aus Zement und grobem Sägemehl, sogenanntem Holzbeton, industriell hergestellt werden. Von diesen erstmals in den späten 1950er Jahren fabrizierten Nistgeräten wurden mit der Zeit diverse Ausführungen entwickelt, bei denen die jeweiligen Bedürfnisse bestimmter Vogelarten und der Schutz vor Nesträubern berücksichtigt wurde. Nistgeräte aus Holzbeton werden in Deutschland von mehreren Fachbetrieben für Vogelschutzprodukte produziert und vertrieben.

## Varianten und Bewohner
Während also Nistgeräte für Vögel bereits seit vielen Jahrzehnten von Naturschützern aufgehängt werden, wurden im Zuge der Naturschutzbewegung der 1980er Jahre auch für viele weitere Tierarten Nisthilfen entwickelt und deren Ausbringung propagiert.
Eine spezielle Form sind Nistwände als Insektenhotel. Insekten, die eine intensive Brutpflege betreiben (viele Gruppen der Hautflügler), benötigen meist geeignete Hohlräume, in denen sich die Nachkommen ungestört entwickeln können. Natürlicherweise sind das beispielsweise Bohrgänge in Totholz, Steinritzen oder selbstgegrabene Gänge in Lehmwänden. Als Ersatz werden mit Bohrungen versehene Holz- oder Steinblöcke oder Bündel von hohlen Pflanzenstängeln an einem nach Süden exponierten Ort aufgestellt.
Der Bau von Insekten-Nisthilfen gilt nicht nur als relativ einfache Möglichkeit, die einheimische Fauna zu schützen und zu bereichern, sondern auch als Gelegenheit für Naturbeobachtungen und ein Mittel der Umwelterziehung von Kindern.

## Einige Beispiele

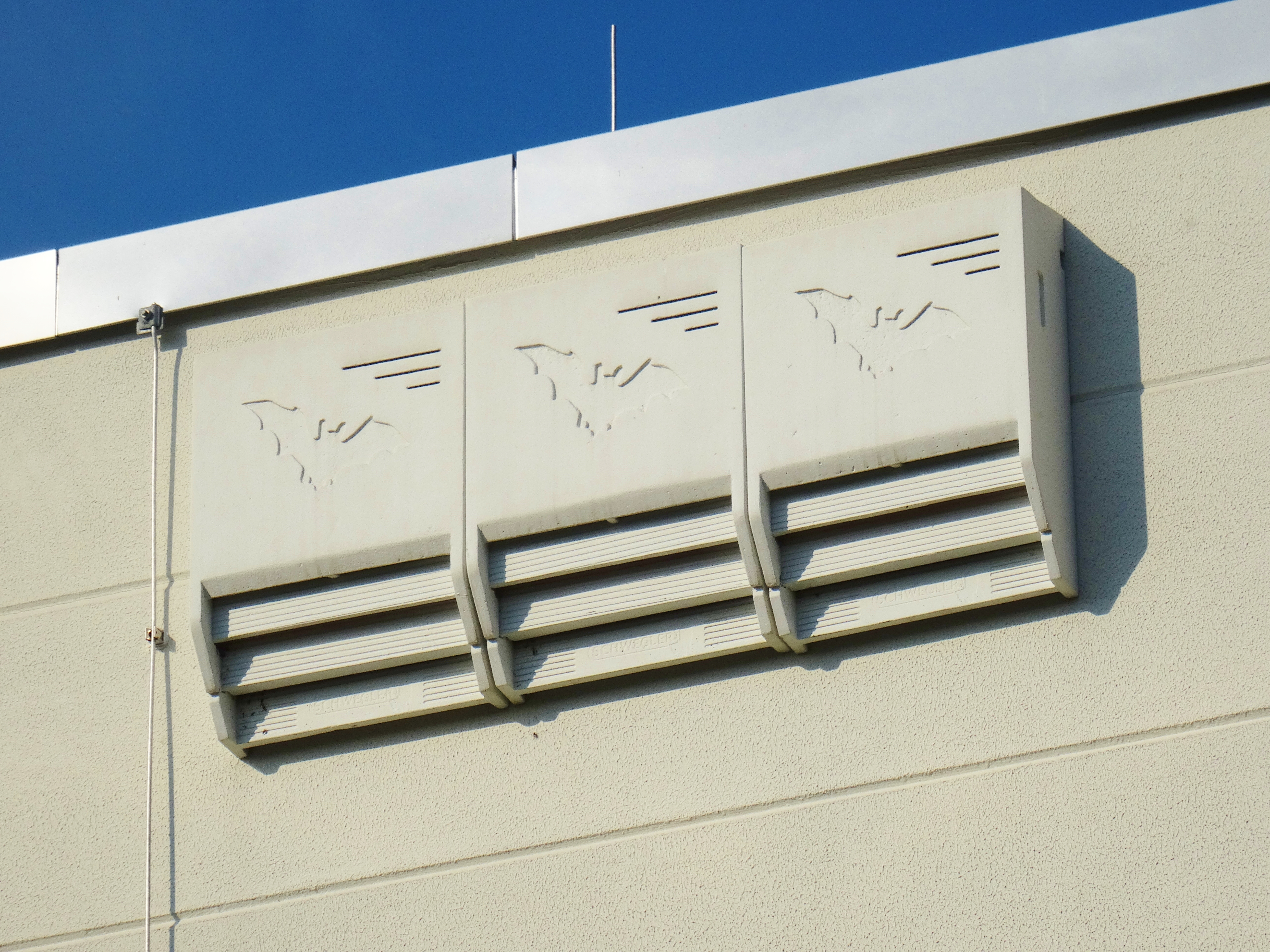
Fledermauskästen im sächsischen Pirna

- Um einen Beitrag zum Erhalt der Biodiversität zu leisten, empfiehlt die Landwirtschaftskammer Nordrhein-Westfalen auch Landwirten, durch die Bereitstellung geeigneter Nisthilfen zum Erhalt der von Arten wie Fledermäusen, Steinkäuzen und Singvögeln beizutragen.[1]
- Vielerorts wird die Ansiedlung von Weißstörchen durch das Errichten von künstlichen Nisthilfen zu befördert.[2]
- In einigen Städten in Norwegen wurden bereits künstliche Nistwände für gefährdete Dreizehenmöwen geschaffen. Diese sind den Klippen nachempfunden, welche die Vögel, aufgrund abnehmender Bruterfolge, zunehmend verlassen haben.[3]